# Solymosi József (matematikus)
Solymosi József magyar-kanadai matematikus, a Brit Columbiai Egyetem professzora. Fő kutatási területei az aritmetikai kombinatorika, a diszkrét geometria, a gráfelmélet és a kombinatorikus számelmélet.

## Tanulmányok és karrier
Solymosi 1999-ben szerezte meg matematika MSc-jét az ELTE-n, ahol Székely László volt a konzulense, majd 2001-ben Ph.D.-zett a zürichi ETH-ban, témavezetője Emo Welzl volt. Disszertációjának témája síkgeometriai objektumokra vonatkozó Ramsey-típusú eredmények (Ramsey-Type Results on Planar Geometric Objects) volt.
2001 és 2003 között S. E. Warschawski matematikai adjunktus volt a San Diegó-i UCSD-n. 2002-ben csatlakozott a Brit Columbiai Egyetemhez.
2013-2015 között az Electronic Journal of Combinatorics főszerkesztője volt.

## Eredményei
Solymosi volt az első, Timothy Gowers által indított, a Hales–Jewett-tétel javítását szolgáló Polymath Project első online közreműködője.
Egyik tétele szerint ha az euklideszi sík pontjainak egy véges halmazában minden pontpár egész távolságra helyezkedik el egymástól, akkor a halmaz átmérője (legnagyobb távolsága) a pontok száma szerint lineáris. Ez az eredmény összefügg az Erdős–Anning-tétellel, ami szerint végtelen sok, egymástól páronként egész távolságra lévő pontnak egy egyenesen kell lennie.[ID] Az Erdős–Ulam-probléma, tehát a sík olyan sűrű részhalmazai kapcsán, melyek páronkénti távolságai racionális számok, Solymosi és Frank de Zeeuw bebizonyították, hogy a végtelen racionális távolsági halmaznak vagy a Zariski-topológiában sűrűnek kell lennie, vagy legfeljebb véges számú pontja lehet egyetlen egyenesen vagy körön kívül.[EU]
Solymosi Terence Taóval {\displaystyle (mn)^{2/3+\varepsilon }} korlátot igazolt bármely véges dimenziós euklideszi tér {\displaystyle n} pontja és {\displaystyle m} affin altere közötti illeszkedések számára, amennyiben bármely két altérnek legfeljebb egy közös pontja van. Ez általánosítja az euklideszi sík pontjaira és egyeneseire vonatkozó Szemerédi–Trotter-tételt, ezért a {\displaystyle 2/3}-os kitevőt nem lehet tovább javítani. A tétel megoldja (a kitevőben szereplő {\displaystyle \varepsilon } erejéig) D. Tóth egy sejtését, inspirációját a Szemerédi–Trotter-tétel komplex síkbeli egyenesekre vonatkozó analógiája adta.[HD]
Javított korlátokat adott az Erdős–Szemerédi-tételre, ami megmutatja, hogy valós számok bármely véges halmazából képezett páronkénti összegek, illetve páronkénti szorzatok halmazai közül legalább az egyik lényegesen nagyobb elemszámú halmaz az eredetinél,[ME] illetve az Erdős-féle eltérő távolságok problémájára, ami azt állítja, hogy a sík bármely ponthalmazában sok különböző páronkénti távolságérték létezik.[DD]

## Elismerései
2006-ban Solymosi elnyerte a Sloan kutatási ösztöndíjat, 2008-ban megkapta az André Aisenstadt matematikai díjat. 2012-ben az MTA doktora lett.

## Válogatott publikációi
| DD. | Solymosi, J. & D. Tóth, Cs. (2001), "Distinct distances in the plane", Discrete & Computational Geometry 25 (4): 629–634, DOI 10.1007/s00454-001-0009-z |

| ID. | Solymosi, József (2003), "Note on integral distances", Discrete & Computational Geometry 30 (2): 337–342, DOI 10.1007/s00454-003-0014-7 |

| ME. | Solymosi, József (2009), "Bounding multiplicative energy by the sumset", Advances in Mathematics 222 (2): 402–408, DOI 10.1016/j.aim.2009.04.006 |

| EU. | Solymosi, Jozsef & de Zeeuw, Frank (2010), "On a question of Erdős and Ulam", Discrete & Computational Geometry 43 (2): 393–401, DOI 10.1007/s00454-009-9179-x |

| HD. | Solymosi, József & Tao, Terence (2012), "An incidence theorem in higher dimensions", Discrete & Computational Geometry 48 (2): 255–280, DOI 10.1007/s00454-012-9420-x |